# Кенни, Энтони
Сэр Энтони Джон Патрик Кенни (англ. Anthony John Patrick Kenny; род. 16 марта 1931, Ливерпуль) — британский учёный-философ. Доктор философии (1961).
Член Британской академии (1974) и её президент в 1989—1993 годах. 
Иностранный член Норвежской академии наук и литературы (1993) и Американского философского общества (1993). Рыцарь-бакалавр (1992).

## Биография
Обучался на священника в Английском колледже (римско-католическая семинария) в Риме, где получил степень лиценциата священного богословия. Степень магистра MA и в 1961 году доктора философии DPhil получил в Оксфордском университете. В дальнейшем получил степени доктора литературы (D.Litt., 1980, Оксфорд) и доктора гражданского права (Доктор гражданского права, 1987).
В 1961—1963 годах работал в Ливерпульском университете.
В 1985—1988 годах куратор Бодлианской библиотеки. В 1991—1996 годах член совета Британской библиотеки и в 1993—1996 годах его председатель.
Член Британской академии (1974), в 1985—1988 годах член её совета, в 1986—1988 годах вице-президент, в 1989—1993 годах президент.
В 1996—2000 годах член совета Института Варбурга.
Почётный член оксфордского Баллиол-колледжа.
В 1972—1973 годах Гиффордский лектор в Эдинбургском университете и в 1988 году в Университете Глазго, удостоен первой  Georg Henrik von Wright Lecture Хельсинкского университета (2014).
Один из литературных душеприказчиков для Л. Витгенштейна.